# Konfokalni mikroskop
Konfokalna ali sožariščna mikroskopija je mikroskopska tehnika, ki nadgrajuje klasično presevno mikrosopijo. Od navadnega mikroskopa se razlikuje po tem, da se naenkrat osvetli le izbrano rezino vzorca, kar močno izboljša kontrast slike in omogoča trirazsežno slikanje. To se doseže z dvema zaslonkama, postavljenima v goriščnih ravninah. Konfokalna mikroskopija se navadno uporablja v kombinaciji s fluorescentno mikroskopijo za opazovanje bioloških vzorcev. V kombinaciji s fluorescentnimi označevalci se pridobi odličen kontrast z dobro razločljivimi podrobnostmi bioloških vzorcev, ki z navadno mikrosopijo ni dosegljiv. 

## Zgodovina
Prvi konfokalni mikroskop je sestavil Marvin Minsky leta 1955, a je bilo pridobivanje trirazsežne slike s premikanjem vzorca zelo počasno. Minsky je vložil patentno prijavo leta 1957. V šestdesetih letih je Mojmír Petráň z Medicinske fakultete  Karlove univerze v Pragi v Plzeňu razvil tandemsko-vrstični mikroskop, prvi komercialni konfokalni mikroskop, ki je za hitrejše pridobivanje slike uporabljal Nipkowov disk.
Leta 1969 in 1971 sta M. David Egger in Paul Davidovits z Univerze Yale prvič opisala konfokalni mikroskop, ki je za osvetljevanje vzorca uporabljal laserski snop. Leta 1985 sta J. G. White in W. B. Amos predstavila uporabniku prijazen inštrument za trirazsežno lokalizacijo fluorescentnih označevalcev na osnovi konfokalnosti: prvi fluorescentni konfokalni mikroskop. Ta se je v devetdesetih letih 20. stoletja pričel s pridom uporabljati v biologiji in znanosti o materialih. Na osnovi konfokalne mikroskopije se razvili mnogo mikroskopskih tehnik, ki ponujajo dober vpogled v biološke vzorce.

## Osnovno načelo konfokalne mikroskopije
Za razliko od optičnih mikroskopov, kjer se osvetljuje celoten vzorec hkrati, se s konfokalnim mikroskopom omeji osvetljevanje vzorca na le eno točko v goriščni ravnini. Shema presevnega konfokalnega mikroskopa je sledeča. Vpadno svetlobo se pred vpadom na lečo omeji z režo. Na ta način se ustvari točkovni izvor svetlobe in se omeji zbiranje svetlobe na ustrezno točko v goriščni ravnini, kamor se postavi opazovani vzorec. Simetrično glede na vzorec se postavi enako lečo in zaslonko na ustreznih razdaljah, tako da gorišče druge leče pade v režo druge zaslonke. S tem se doseže, da se sveti na tisto ravnino, iz katere se svetlobo zajema. Ime konfokalni oz. sožariščni mikroskop tako izhaja iz tega, da gorišči sovpadata. Brez druge reže bi se zajemalo svetlobo tudi iz drugih ravnin vzorca, osvetlitvi katerih se tudi pri fluorescentnem vzbujanju ne more izogniti. Zaradi tega dodatnega vzbujanja je pri klasični presevni mikroskopiji dobljena slika zamegljena, pri konfokalnem mikroskopu pa se svetlobo iz zunajgoriščnih ravnin odstrani z drugo režo.

## Fluorescentna konfokalna mikroskopija
Izraz konfokalni mikroskop se navadno uporablja za kombinacijo konfokalnega mikroskopa s fluorescentnim. Molekule, na katere se veže fluorescentne označevalce, se osvetljuje s svetlobo izbrane valovne dolžine. Fluorescentni označevalci izsevajo svetlobo pri daljši valovni dolžini (na skici zelena) kot svetloba, s katero se nanje sveti (na skici modra). Polprepustno zrcalo na sredini je izbrano tako, da svetlobo z valovno dolžino izvora odbije, svetlobo fluorescentnih označevalcev pa prepusti. Svetloba izvora preide prvo zaslonko, se na polprepustnem zrcalu odbije in v vzorcu vzbudi fluorescentno svetlobo. Ta je čez polprepustno zrcalo prepuščena in čez drugo zaslonko vpade na kamero. Zaslonki ležita v ustreznih goriščnih ravninah. V sistem se lahko doda še dva filtra, ki se ju postavi za izvor in pred detektor in s tem svetlobo še dodatno omeji na točno določeno območje valovnih dolžin. Tako se izboljša kontrast, saj se poleg filtracije signala iz zunajgoriščnih ravnin s konfokalnima režama odstrani še signal ostalih molekul, ki niso označene s fluorescentnimi označevalci, in se jih ne želi opazovati. Na ta način postanejo označene biološke strukture zelo dobro vidne.

## Svetlobni vir
Ena možnost za izbiro izvora, s katerim se osvetljuje vzorec, je laser, ki je koherenten in monokromatski izvor svetlobe. Monokromatski pomeni, da sveti le pri eni valovni dolžini. Druga možna izbira izvora je širokopasovni izvor, ki ima valovne dolžine svetlobe porazdeljene preko celotnega vidnega dela spektra valovnih dolžin in je prostorsko nekoherenten na skali, na kateri se opazuje vzorec. Kot širokopasovni izvori se uporabljajo: izvor na volframovo nitko, kvarčna halogenska luč ali obločne luči različnih elementov (ksenon, živo srebro, ogljik). Tako laserski kot širokopasovni izvor morata biti čim manj koherentna, da se izogne popačenju slike zaradi interference med svetlobo, ki se jo zaznava, in svetlobo, ki se siplje na optičnih elementih. Ker je laser izvor koherentne svetlobe, je treba pred vpadom na optične elemente njegovo svetlobo napraviti nekoherentno.

## Nastanek slike
Pri konfokalnem mikroskopu se zajame svetlobo iz le ene točke ravnine, pri čemer se odstrani nepotrebno ozadje signala iz zunajgoriščnih ravnin. Za zajem celotne rezine vzorca je treba zajeti vsako točko ravnine, kar se lahko stori na dva načina. Način zajema slike je odvisen od izbire vira.

### Laserski zajem
Z laserskim snopom se pomika vzdolž vrstic in se pridobi sliko vsake točke posebej. Tako se vrstično zajame sliko celotnega vzorca. Postopek pridobivanja celotne slike traja med 0,5 s in 2 s. Starejši mikroskopi so premikali mizo z vzorcem prek celotnega vidnega polja. Pri sodobnejših izvedbah je miza z vzorcem pri miru, kar je za opazovanje bioloških vzorcev mnogo primernejše. V tak sistem je treba dodati še dve zrcali, ki se ju postavi med polprepustno zrcalo in vzorec, in se ju nadzoruje prek dveh sinhroniziranih galvanometrov. S tema zrcaloma se izbere osvetljevano točko v ravnini. 

### Konfokalni disk
Pri konfokalnih mikroskopih s širokopasovnim izvorom se uporabi drug način zajema. Svetlobo na točno določeno točko se usmeri s konfokalnim diskom, znanim tudi pod imenom Nipkowov disk. Tak način zajema je mnogo hitrejši, saj zajem slike traja le 1 ms, in je primeren za spremljanje dinamičnih procesov. 
Konfokalni disk je plošča s spiralno razporejenimi luknjicami, skozi katere se lahko hkrati osvetli in zajame več točk iz izbrane ravnine. Konfokalni disk se postavi za polprepustno zrcalo, tako da svetloba, s katero se vzbuja, in svetloba, s katero se zajame sliko, potujeta skozi isto konfokalno režo in imata isto optično pot. S tem se zagotovi, da sta ravnini, v katerih se vzbuja in zaznava, res sožariščni. Ko se enkrat presvetli konfokalni disk, se pridobi sliko z več točk ravnine vzorca, ne pa z vseh točk. Celotno ravnino vzorca se posname tako, da se disk postopoma vrti. Celotno ravnino vzorca se posname po polnem obratu diska.

### Zajem več rezin
Informacijo iz preostalih ravnin se pridobi s spreminjanjem gorišča ali pa s spreminjanjem lege vzorca v navpični smeri. Z ustrezno programsko opremo iz zajema več zaporednih rezin se rekonstruira trirazsežno sliko vzorca.

## Ločljivost
Pri konfokalni mikroskopiji se lahko govori o ravninski (lateralni) in navpični (aksialni) ločljivosti, ki sta omejeni z uklonsko mejo. V ravnini se lahko doseže ločljivost do 200 nm, kar je približno enako dolžini večjih nanocevk. V navpični smeri se dosežemo ločljivost približno 500 nm, kar je najmanjša debelina plasti, ki se jo lahko razloči v optimalnih pogojih. 
Ločljivost je omejena z valovno dolžino vpadne svetlobo in numerično aperturo leče. Na ločljivost vplivajo tudi poravnava optičnih elementov, odprtost konfokalne reže in značilnosti vzorca.

## Vdorna globina
Vdorna globina je globina, iz katere se še lahko zazna signal, znatno večji od ozadja. Močno je odvisna od medija, v katerem je vzorec, in vrste fluorescentnih molekul, s katerimi se vzorec označi. Največja globina, ki se jo lahko doseže, je reda 1 mm za polprepustne vzorce in približno 100 {\displaystyle \mu {\textrm {m}}} za nepropustne vzorce. Polprepustni vzorci so vzorci, ki se jih lahko presvetli in opazuje svetlobo, ki vzorec preide na drugo stran, nepropustni vzorci pa svetlobe ne prepuščajo.

## Uporaba
Uporablja se v biologiji, fizikalni kemiji, mikrobiologiji, nevroanatomiji, nevrofiziologiji in številnih drugih področjih. Nekatere izmed raziskovalnih področij so študija zarodnih celic, hibridizacija DNK ter uporaba membranskih in ionskih označevalcev.
Konfokalni mikroskop je v kombinaciji s fluorescentnimi označevalci ena od vodilnih metod, ki se uporabljajo za proučevanje bioloških vzorcev. Eden od razlogov je dejstvo, da so celice sestavljene iz fosfolipidnih membran, v katere se z lahkoto vgradi fluorescentne označevalce. Z njimi se označi izbrane strukture v vzorcu in se jih s tem loči od okolice. Laserski zajem slike omogoča boljšo navpično ločljivost, zajem s konfokalnim diskom pa s svojo hitrostjo zajema omogoča spremljanje dinamičnih procesov v vzorcu.
Kot slikovna tehnika ima odlično ločljivost, ki da podrobne informacije o zgradbi tkiv in dinamiki določenih bioloških procesov. Uporablja se tudi kot spektroskopska tehnika, s katero se analizira lokalno kemijsko okolico posameznih delov bioloških objektov. Iz meritev spektra svetlobe, ki jo izsevajo fluorescentni označevalci, se lahko določi vrsta lokalnih medmolekulskih interakcij.

## Napredne tehnike
Večfotonska fluorescenca in večfotonska fluorescenca s konfokalnim mikroskopom (Multi Photon Confocal Fluorescence Microscopy): Vzorec se vzbuja s svetlobo z dvakrat daljšo valovno dolžino (vsak foton take svetlobe ima pol manj energije), kot je potrebna za običajno vzbujanje vzorca. Za vzbuditev vsake od fluorescirajočih molekul se v tem primeru potrebuje dva fotona, kar omeji vzbujanje vzorca na točko, kjer je jakost svetlobe največja. Na ta način se vzbujanje lokalizira, kar močno izboljša kontrast. Konfokalni način le še prispeva k dodatnemu izboljšanju kontrasta.
Vzbujeno praznjenje emisije (STED - Stimulated Emission Depletion) je ena od tako imenovanih super ločljivostnih tehnik, pri katerem se z ločljivostjo seže pod uklonsko mejo. Pri tej tehniki se svetlobo vzbujenih molekul v vzorcu zaduši povsod, razen v gorišču posebej v ta namen skonstruirane leče.
Svetlobno aktivirana lokalizacija (PALM - PhotoActivated Localization Microscopy) in stohastična optična rekonstrukcija (STORM - Stohastic Optical Reconstruciton Microscopy) sta prav tako superločljivostni tehniki. Obe temeljita na lokalizaciji posameznih fluorescentnih označevalcev. Pri obeh tehnikah se zajame več slik na istem mestu v nekaj zaporednih kratkih časovnih intervalih. Podatke se nato računalniško obdela, pri čemer se upošteva gaussovsko porazdelitev zaznavanih fotonov, s čimer se uspe lokalizirati fluorescentni označevalec na območje, ki je manjše od ukonske limite.
Fluorescenca pri popolnem odboju (TIRFM - Total Internal Reflection Fluorescence Microscopy): pri tej tehniki se izkorišča evanescetno polje, ki se širi v snov, če se vzorec osvetljuje pod kotom, večjim od kota popolnega odboja. Vpadni žarek se od vzorca odbije, evanescetno polje pa v tanki plasti vzbudi fluorescenco. Ker se dobi signal le iz plasti, debele približno 10 nm, je ločljivost izboljšana mnogo pod uklonsko mejo. Ker evanescetno polje pojema eksponentno z globino, je ta tehnika omejena na opazovanje vzorcev debeline 100-200 nm, oz. pri debelejših vzorcih na opazovanje njihove površine. Tudi to je ena izmed superločljivostnih tehnik.
Zajem življenjskega časa fluorescence (FLIM - Fluorescence Lifetime Imaging): ta tehnika je drugačna od zgoraj naštetih, saj se namesto jakosti svetlobe meri življenjsko dobo fluorescence. To je čas, ki ga vzorec porabi, da potem, ko se nanj posveti s kratkim močnim sunkom svetlobe, tudi sam sunkoma zasveti. S tem se zmanjša vpliv sipanja svetlobe na tkivu in se posledično izboljša kontrast na sliki.
- Večfotonska fluorescentna mikroskopija
- Mikroskopija PALM
- Mikroskopija STED. Primerjava s sliko konfokalnega mikroskopa
- Mikroskopija FLIM